# Forcipomyia litoralis
Forcipomyia litoralis är en tvåvingeart som beskrevs av Santos Abreu 1918. Forcipomyia litoralis ingår i släktet Forcipomyia och familjen svidknott.
Artens utbredningsområde är Kanarieöarna. Inga underarter finns listade i Catalogue of Life.